# Bezirk Nole Duima
Nole Duima ist ein Bezirk (distrito) des indigenen Territoriums Ngöbe-Buglé in Panama. Die Einwohnerzahl betrug laut Volkszählung 2023 20.709. Es liegt in der Unterregion Nidrini.

## Gliederung
Der Bezirk Nole Duima ist administrativ in folgende Corregimientos unterteilt:
- Cerro Iglesias (Hauptstadt)
- Hato Chamí
- Jädaberi
- Lajero
- Susama